# Выборгский трактат
Выборгский трактат — пакет из 7 документов, подписанных в Выборге в течение 1609 года между Швецией и Россией, об оказании Швецией военной помощи правительству Василия Шуйского.

## Условия
По условиям договора и секретного протокола к нему Швеция предоставляла корпус наёмников, оплачиваемый Россией, в обмен на крепость Корела с уездом. В 1609—1610 годах шведский вспомогательный корпус под командованием Я. П. Делагарди участвовал в сражениях против сторонников Лжедмитрия II и польских интервентов. После свержения Шуйского Делагарди под предлогом невыполнения русскими условий договора в 1610—1613 захватил Новгород и ряд других северных русских городов, ещё более втянув Швецию в российскую Смуту. Правительство Михаила Романова на протяжении 1614—1617 вело переговоры о прекращении оккупации, однако шведы настаивали на территориальных уступках. Переговоры проходили в обстановке неоднократно возобновлявшихся военных действий и завершились подписанием Столбовского мира.
По оценке В. Похлёбкина так называемая «трёхлетняя война» 1614—1617 была вызвана «ошибкой русской дипломатии при Василии Шуйском» — «некритическим выбором союзника в трудную минуту из числа вечных и традиционных противников России».

Формально никакой войны между Швецией и Россией не велось, ибо ситуацию 1617 г. создала не война, а, по сути дела, союзный русско-шведский Выборгский договор, который неосторожно заключил Василий Шуйский.

## Предпосылки
С появлением первых известий об объявившемся в Польше претенденте на московский трон и его поддержке поляками, Карл IX начал уделять всё больше внимания ситуации на востоке. С одной стороны, Швеция воевала с Польшей и нельзя было допустить её усиления за счёт русских земель или её сближения с Россией. С другой стороны — совсем недавно был подписан мирный договор с Россией, по которому Швеции пришлось вернуть бо́льшую часть Ингерманландии. Решив использовать тяжёлое положение московского правительства и одновременно связать силы Речи Посполитой, король ещё в начале 1604 предложил большое войско в помощь Борису Годунову. А в феврале 1605 года из Стокгольма в Москву отправилось посольство для заключения договора. Ценой военной поддержки должна была стать передача Швеции городов Ивангород, Ям, Копорье и Корела. Из-за скоропостижной смерти Бориса Годунова переговоры не состоялись, а на престол вскоре вступил Лжедмитрий I.
В конце 1606 года, когда юг страны был охвачен крестьянским восстанием, и позже, в мае 1608 года, когда к Москве подходили отряды Лжедмитрия II, Карл раздумывал об открытом нападении на пограничные русские земли. Однако продолжающаяся война с Польшей в Ливонии не позволяла высвободить для этого войска.

## Заключение Выборгского договора
Летом 1608 года положение Василия Шуйского стало критическим — Москва была осаждена тушинцами, и 10 августа царь сам отправил письмо шведскому королю с просьбой военной помощи. Для ведения переговоров и сбора войск в Новгород был послан М. В. Скопин-Шуйский. С шведской стороны для предварительных переговоров в Новгород отправился офицер главнокомандующего в Прибалтике Ф. И. Мансфельда Монс Мортенссон. К концу ноября они договорились о посылке шведского вспомогательного корпуса в Россию в 5 тысяч человек и о выплате наёмникам московским правительством крупного жалования. Вести о готовящемся прибытии традиционного врага, шведов, вызвали недовольство жителей пограничных городов, один за другим они перешли на сторону Лжедмитрия II: сначала Псков, затем Корела и Орешек.
В начале февраля 1609 года в Выборге, в Круглой башне Выборгской крепости начались переговоры об условиях договора. Короля Швеции в переговорах представляли среди прочих член Государственного совета (риксрода) Ёран Бое и областной судья Карелии, комендант Выборга Арвид Тённессон Вильдман. С русской стороны были двое послов — стольник Семён Васильевич Головин, шурин М. В. Скопина-Шуйского, и дьяк Сыдавный Васильевич Зиновьев. По основному вопросу решено было остановиться на условиях, принятых в Новгороде, но шведские послы возразили:

Но чего надо ждать в качестве вознаграждения? Солдатам должно быть уплачено жалованье согласно договору с Мансфельдом, а что же получит король за свою услугу и за посылку стольких тысяч наёмных воинов?

После этого всем членам русского посольства послы предложили выйти из помещения, а с шведских представителей взяли клятву хранить дальнейшие переговоры в тайне. В результате был подписан секретный протокол к договору, по которому Швеции в вечное владение уступалась крепость Корела с уездом. Географическое положение Корелы невыгодно для обороны, и правительству Шуйского было ясно, что «если не пойти на добровольную уступку, шведы вооруженным путём отнимут эту территорию»; более того, в это время Корела фактически Шуйскому не принадлежала. Тем не менее, секретность дополнительных переговоров была вызвана боязнью того, что добровольная уступка территории государства ещё более усилит недовольство царём в стране.
Договор и секретный протокол были подписаны 28 февраля. Отдельной строкой было прописано обязательство обеих сторон не заключать сепаратных договоров с поляками, а также был ратифицирован и заключенный 13 годами ранее Тявзинский мирный договор.

## Дополнительные документы
В секретном протоколе оговаривалось, что по истечении 3 недель после перехода шведскими войсками границы, командующему шведским корпусом Делагарди будут вручены подтвердительные грамоты, подписанные Скопиным-Шуйским, а по прошествии ещё 2 месяцев — грамоты, подписанные царём. Корела же должна быть передана через 11 недель (то есть одновременно с царскими грамотами), с тем условием, что её жители могут покинуть город и «итти на Русь».
По прибытии корпуса Делагарди в Новгород, Скопин-Шуйский действительно передал ему подтвердительные грамоты на договор и секретный протокол. Но через два месяца царские грамоты не были вручены, а город не был передан, так как горожане даже не впустили в город царских послов:

Когда кексгольмцы услышали от беглых шведских солдат, разорявших Нотебургскую область, что едут бояре для передачи крепости Карлу Олафсону, то епископ Сильвестр и жители города, собравшись, запретили им въезд, для чего подняли местных крестьян.

После сражения у Твери, в корпусе Делагарди случился бунт, в основном из-за нерегулярной выплаты жалования, большинство наёмников дезертировало. Значительно поредевший корпус отошёл к Валдаю, где к осени Делагарди всё же получил от царя какое-то подтверждение условий договора и ещё две подтвердительные грамоты из Калязина от Скопина-Шуйского, адресованные ему и шведскому королю. Однако и после этого город не был передан.
17 декабря 1609 в Александровой слободе Скопин-Шуйский и Делагарди заключили договор о дополнительной военной помощи (через месяц подтверждённый царём), в котором опять упоминалась скорая передача Корелы, а обмен на дополнительные войска обещалось «полное Швеции учинить воздаяние, какое от неё требовано будет». Правительство Шуйского, однако, ничего не предпринимало для фактической передачи земель, смотря сквозь пальцы на неповиновение горожан, и даже вознаграждая их за это:

[В начале 1610] Пушкин и Безобразов привезли стрельцам Корельского гарнизона деньги для раздачи царского жалованья за истекший год и грамоту от царя. Василий Шуйский этим подчеркивал, что он, несмотря на непокорность корелян, по-прежнему считает город и уезд частью своего государства, а городских стрельцов — состоящими у него на службе.

Под различными предлогами корельские власти откладывали выполнение царского приказа до тех пор, пока Шуйский не был свергнут. В этих условиях шведы решили взять обещанное силой — началась Русско-шведская война (1610—1617).